# Shariatpur Sadar
Shariatpur Sadar (en bengali : শরিয়তপুর সদর) est une upazila du Bangladesh dans le district de Shariatpur. En 2011, on y dénombrait 210 259 habitants.